# Art Brut (gruppo musicale)
Gli Art Brut sono una band alternative rock originaria di Londra.

## Storia
Il loro nome deriva dall'espressione Art Brut coniata dal pittore Jean Dubuffet per indicare l'arte "fuori norma", in opposizione con l'arte che chiama culturale, creata al di fuori di ogni possibilità di riconoscimento dalle istituzioni rappresentanti l'arte culturale.
Il primo demo della band fu Brutlegs. Per il primo album si deve attendere il 2005 con Bang Bang Rock & Roll che ottiene un buon successo.
Il secondo esce nel 2007 per la EMI e si intitola "It's a bit Complicated". Nel 2009 la band pubblica "Art Brut Vs. Satan" e nel 2011 "Brilliant! Tragic!", entrambi prodotti da Frank Black. Nel 2013 per celebrare i dieci anni di carriera viene pubblicato il best of "Art Brut top of the pops".

## Formazione

### Formazione attuale
- Eddie Argos - voce
- Ian Catskilkin - chitarra
- Toby MacFarlaine - chitarra
- Freddy Feedback - basso
- Charlie Layton - batteria

### Ex componenti
- Chris Chinchilla (2003 - 2005)
- Mikey B (2003 - 2013)
- Jasper Future (2005 - 2013)

## Discografia
Album in studio
- 2005 - Bang Bang Rock & Roll
- 2007 - It's a Bit Complicated
- 2009 - Art Brut vs. Satan
- 2011 - Brilliant! Tragic!
- 2013 - Art Brut Top of the Pops
- 2018 - Wham! Bang! Pow! Let's Rock Out!

Singoli
- 2004 - Formed a Band
- 2004 - Modern Art/My Little Brother
- 2005 - Emily Kane
- 2005 - Good Weekend
- 2006 - Nag Nag Nag Nag
- 2007 - Direct Hit
- 2008 - Pump Up The Volume
- 2009 - Alcoholics Unanimous
- 2009 - DC Comics & Chocolate Milkshake
- 2011 - Lost Weekend
- 2011 - Clever, Clever Jazz
- 2018 - Wham! Bang! Pow! Let's Rock Out